# COFIDE
La COFIDE - Gruppo De Benedetti S.p.A è stata una holding finanziaria che faceva  capo ai tre figli di Carlo De Benedetti, Rodolfo, Marco ed Edoardo. Era l’azionista di controllo di CIR (società a capo di uno dei principali gruppi industriali italiani attivo nei settori media, componenti auto e sanità) fino al febbraio 2020 quando si è fusa con CIR prendendone anche il nome.
L'investimento più rilevante di Cofide era CIR, una seconda holding che controllava con il 43,4% GEDI Gruppo Editoriale (editore dei quotidiani La Repubblica, La Stampa, Il Secolo XIX, diversi quotidiani locali e il settimanale l'Espresso), con il 57,1% SOGEFI (componentistica automobili) e con il 59,5% KOS (sanità).
È stata quotata alla Borsa di Milano nell'indice FTSE Italia Small Cap dal 1985 al 19 febbraio 2020.

## Storia
COFIDE è stata costituita da Carlo De Benedetti nel 1976 e quotata alla Borsa di Milano nel 1985. Nel 2012 il figlio Rodolfo De Benedetti viene nominato presidente esecutivo.
Nel 2017, di fronte a ricavi in aumento del 6,7% a 2,79 miliardi di euro, Cofide registra una perdita di 3 milioni. Sul risultato pesano i numeri di CIR, appesantita dall'onere fiscale di natura straordinaria sostenuta da GEDI per la definizione agevolata di una sentenza in Cassazione per fatti che risalgono al 1991.
Il 19 febbraio 2020 diventa efficace l'operazione di fusione, decisa nel luglio 2019, tra Cir e Cofide, entrambe della famiglia De Benedetti, con incorporazione di Cir in Cofide e con Cofide che cambia nome e diventa (anche in Borsa) Cir.

## Principali partecipazioni
Sino al febbraio 2020
- CIR S.p.A. (partecipazione del 45,798%)
- Cofide International S.A. (partecipazione del 100%)
- Cofidefin Servicos de Consultoria Lda (partecipazione del 25,6%)

## Azionisti
Sino al febbraio 2020
- Fratelli De Benedetti S.p.a. (51,923%)
- Bestinver Gestion SGIIC SA (16,446%)